# 無曲尾龍屬
無曲尾龍屬又譯無彎尾龍，是屬於巨龍形類的蜥腳類恐龍，生存於白堊紀早期，化石發現於美國德州北部的懷斯。

## 發現歷史
無曲尾龍的化石最初在1960年代被發現。但直到1974年才有了首筆正式紀錄，當時美國古生物學家沃恩·蘭斯頓（1921–2013）將這批在德州核桃溪（Walnut Creek）沿岸採集到的蜥腳類恐龍化石歸類為側空龍屬的未命名種（Pleurocoelus sp.），這批化石來自白堊紀阿爾布階早期的帕拉克西組地層，現藏於南方衛理會大學。
屬名由希臘文的（無；非）、（扭轉；彎曲）及拉丁文的（尾）組成，意為「不彎曲的尾巴」，係指其前段至中段的尾椎是採下椎弓突-下椎弓凹的方式緊密連接。種名則是來自化石採集者Robert H. Slaughter。